# Scarodytes halensis
Scarodytes halensis är en skalbaggsart som först beskrevs av Fabricius 1787.  Scarodytes halensis ingår i släktet Scarodytes och familjen dykare. Arten är reproducerande i Sverige.

## Underarter
Arten delas in i följande underarter:
- S. h. fuscitarsis
- S. h. halensis

## Bildgalleri

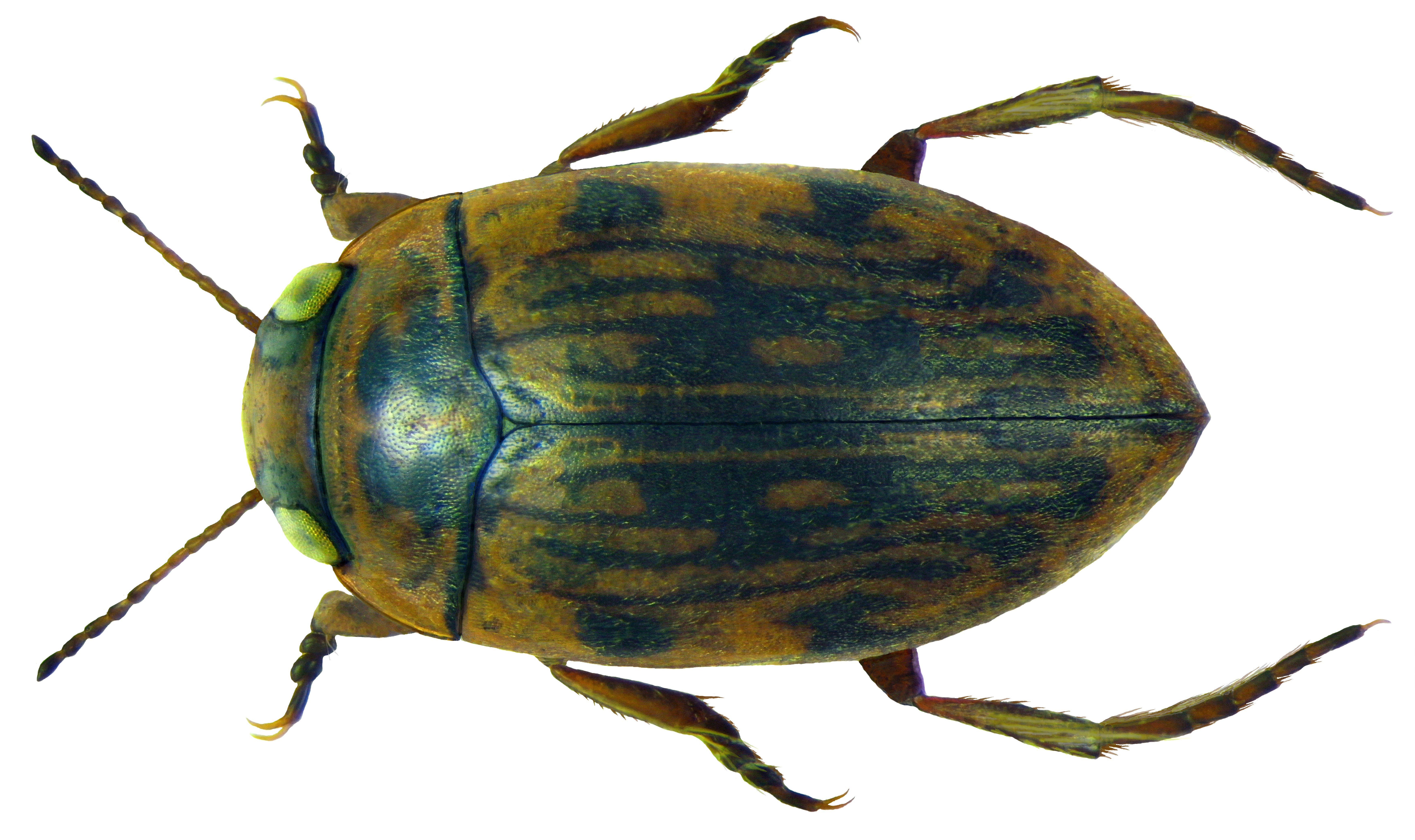